# ヘンリー・W・スローカム
ヘンリー・ワーナー・スローカム（英: Henry Warner Slocum、1827年9月24日 - 1894年4月14日）は、南北戦争の時の北軍将軍であり、その後ニューヨーク州選出のアメリカ合衆国下院議員となった。南北戦争中、軍隊では最も若い少将の一人となり、東部戦線やジョージア州、両カロライナ州での多くの主要戦闘に参戦した。ゲティスバーグの戦いでは、優柔不断と戦場に遅れて進軍したことで非難されたことから論議が起こり、皮肉な渾名「スロー・カム」（緩り来る）を貰った。

## 生い立ちと初期の経歴
スローカムはニューヨーク州オノンダガ郡の小村デルファイで生まれた。カズノビア神学校で学び教師になった。ウェストポイントの陸軍士官学校入学指名を受けて入学し、ルームメイトのフィリップ・シェリダンよりかなり学業の成績が良かった。1852年7月1日に第1アメリカ砲兵連隊の少尉に任官された。フロリダ州でセミノール戦争に従軍し、サウスカロライナ州チャールストン港のムールトリー砦で勤務し、1854年にクララ・ライスと結婚した。1855年3月3日に中尉に昇進した。1856年10月31日に除隊し、ニューヨーク州シラキュースに移転した。
スローカムは陸軍で守備隊任務に飽きたときに法律を勉強していた。1858年に法廷弁護士として認められ、シラキュースで実務を始めた。郡財務官を務め、1859年にはニューヨーク州議会下院議員に選ばれた。この期間には大佐の階級でニューヨーク民兵隊で砲兵教官も務めた。

## 南北戦争

### 初期の指揮
南北戦争が勃発すると、スローカムはニューヨーク州エルマイラで招集された2年間連隊である第27ニューヨーク歩兵連隊の大佐に指名された。第一次ブルランの戦いではデイビッド・ハンター少将の師団に属する連隊を率い、その連隊は130名の損失を出し、スローカムも太腿を負傷した。1861年8月、志願兵の准将に昇進し、半島方面作戦では第1軍団から分派されたウィリアム・B・フランクリン少将の第1師団で第2旅団を、七日間の戦いでは第6軍団第1師団を指揮し、ゲインズミルの戦いで頭角を現した。
1862年7月25日、スローカムは志願兵の少将に指名され（7月4日付け）、陸軍でこの階級になった者として2番目に若い記録だった。第二次ブルランの戦いの後に、その第1師団を率いてジョン・ポープ少将の退却を援護した。サウス山の戦いでは、クランプトン峡谷で、その優柔不断な軍団指揮官ウィリアム・B・フランクリン少将を無視し、スローカムとその部下の士官達が石壁の背後にいる敵前線を攻撃し潰走させた。1862年10月20日、アンティータムの戦いで戦死したジョセフ・K・マンスフィールド少将の後を継いで第12軍団の指揮を執った。この戦いではスローカムの師団は予備隊とされていた。スローカムはこの軍団を率いてフレデリックスバーグの戦い（戦場に到着するのが遅れ北軍にとって大惨事となった戦闘には加われなかった）と、チャンセラーズヴィルの戦いに参戦した。チャンセラーズヴィルではその軍団とジョージ・ミードとオリバー・O・ハワード各少将の軍団を含む右翼全軍46,000名を指揮した。スローカムはうまく立ち回ってロバート・E・リー軍の背後に回ったが、ポトマック軍指揮官ジョセフ・フッカー少将から時期尚早とチャンセラーズヴィルで止められてしまった。この戦いの後でスローカムはフッカーを公然と批判し、フッカーを指揮官から排除しようとした将軍達の「徒党」の一人となった。
スローカムは断定的でなく、過剰に慎重で、規則通りの士官として知られた。1863年の夏までに36歳で比較的若い少将だったが、部隊兵に自身を植え込む方法を取得していた。フッカーがポトマック軍指揮官を解任されると、スローカムはその軍隊で上級将軍であり、指揮官に就く候補だった。しかし、スローカムのことは真面目に取り上げられることなく、ミードの下での従軍に同意することになった。

### ゲティスバーグ

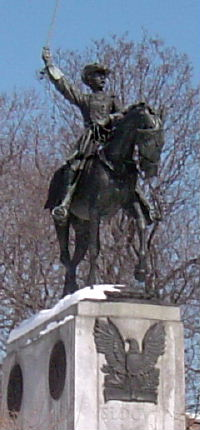
ブルックリンのプロスペクト公園にあるスローカムの騎馬像

ゲティスバーグの戦いでは、スローカムはその軍団が戦場に緩りと行軍したために批判を受け、そのことで「スロー・カム」というありがたくない渾名を貰った。第12軍団は1863年7月1日の午前中頃までに戦場の南東約5マイル (8 km)、ボルティモア・パイクにあるトゥ・タバンズで停止した。午後1時半から2時の間のどこかで、ハワード少将からゲティスバーグで即座の援軍を要請する緊急伝言を受け取った。おそらくは途中にある丘による「音響陰影」のために、戦争が始まっているとは気付いていなかったと後に主張した。しかし、スローカムの参謀は午後1時までに大砲の音を聞き、激しいマスケット銃の発砲音が増し、丘の上に高く上がった砲煙と砲弾の爆発を見ることができたと報告した。いずれにしても、ハワード少将から伝言を受け取ったのは明白な事実であり、音響の状態には関係が無い。
歴史家のラリー・タッグは、スローカムが「午後中、決断しかねて過ごしており、その軍団を進ませるでもなく、自ら前に出てその階級の職権で指揮を執るでもなかった。」と主張した。歴史家の中には、ミードの不測の事態の作戦である、メリーランド州で防御線を布く「パイプ・クリーク・サーキュラー」作戦を引き合いに出し、それではスローカムにトゥ・タバンズでの停止を指示しており、スローカムはミードがゲティスバーグでは会戦を避けたいと思っていると考えていたと、スローカムの優柔不断を説明する者がいる。しかし、ミードのスローカムに対する追加命令は、第5軍団と第12軍団をその指示下に置くものであり、明らかにいかなる退行的動きもゲティスバーグの現場で指揮を執るジョン・F・レイノルズ少将の決定にかかっていた（レイノルズはその日早くに戦死していたが、スローカムはそのことを知らなかった。ゲティスバーグでの行動は回りのいかなる直接条件も無関係にしていた。）。
スローカムが動き出すまでにその作戦本部にはさらに3人の伝令が到着しなければならなかった。ハワードからの伝言を午後3時に運んだダニエル・ホール大尉は、ハワードの要請に対するスローカムの反応が、「高潔で、軍人らしくあるいは愛国的である以外の何か」と考えた。この戦闘について学んだ者は、スローカムが7月1日の午後6時以前に到着し、援軍のためにその2個師団双方に直接ボルティモア・パイクを進軍させておれば、第11軍団の潰走を和らげることが出来ただろうと考える。歴史家のエドウィン・コディントンはスローカムの遅れた反応に別の見方をしており、退却する第11軍団を支援するために反撃を行うだけの時間を持って町の向こうに配置できたかは、大いに疑問であると論じた。
スローカムは戦場での上級将軍として、ミードがその日の深夜過ぎに到着するまでの戦闘後の約6時間軍隊の指揮を執った。ミードは翌日に第5軍団と第12軍団を北軍「右翼」として使い、スローカムに指揮させて南軍の左側面にあたるパワーズヒル地域から攻撃を掛ける作戦だった。スローカムはその地形が攻撃には難しすぎると主張してミードの案に抵抗したが、この戦闘の残り時間、自分が右翼の指揮官であると想定し続け、アルフェウス・S・ウィリアムズ准将に一時的に第12軍団の指揮を任せていた。
7月2日、南軍ジェイムズ・ロングストリート中将の北軍左側面に向けた攻撃に対して、ミードがスローカムに第12軍団全軍で防御を支援するよう命令したとき、スローカムは賢明にもカルプスヒルのその陣地に2個旅団を控えさせておくことを奨めた。ジョージ・S・グリーン准将が指揮するこの旅団が南軍の一斉攻撃に耐え、北軍にとって重要な丘を守ることができた。

### 西部戦線
ゲティスバーグの後で、第12軍団は西部戦線のテネシー州に派遣され、ジョセフ・フッカー少将の指揮下に入ることになった。スローカムはフッカーの下で働くことになると分かると、エイブラハム・リンカーン大統領に2通の辞表を送り、フッカーのことを士官としても紳士としても軽蔑する見解を述べた。リンカーンは辞任を拒否し、スローカムがフッカーの下には付く必要がないと保証した。妥協点が見出され、スローカム指揮下の1個師団はナッシュビル・アンド・チャタヌーガ鉄道の護衛を割り当てられ、もう一つの師団がフッカーの下に付いた。1864年夏、スローカムはビックスバーグ地区軍とテネシー方面軍の第12軍団を指揮した。
アトランタ方面作戦の途中でジェイムズ・マクファーソン少将が戦死したとき、テネシー軍指揮官の席が空白になり、フッカーは指揮官になれないと分かると辞任した。ウィリアム・シャーマン少将は新しい第20軍団（第11および第12軍団の残りから結成された）の指揮官にスローカムを指名した。スローカムの元第12軍団は以前の指揮官が戻ってきたのを喝采で迎えた。1864年9月2日にアトランタがシャーマンに降った時、スローカム軍団が最初に市中に入った。
フランクリン・ナッシュビル方面作戦が始まると、シャーマンは南軍ジョン・ベル・フッド中将の部隊を追跡する間、スローカムに12,000名の部隊を付けてアトランタに留まらせた。シャーマンは後にスローカムに新設ジョージア軍指揮を任せたが、この軍は第20軍団とカンバーランド軍から第14軍団を併せており、海への進軍とカロライナ方面作戦ではシャーマン軍の左翼を務めた。他の翼はテネシー軍の第15軍団と第17軍団で構成され、ハワードが指揮した。サバンナまで到着したとき、スローカムはシャーマンに、南軍ウィリアム・J・ハーディ中将の軍団はその逃亡路が北の南軍の方向に限られているので、これを遮断すべきと提案した。しかし、シャーマンはスローカムの提案を拒否し、ハーディ軍は脱出して後にベントンビルで戦うことになった。
カロライナ方面作戦の間、スローカムの軍隊はアベラスバラの戦いとベントンビルの戦いで激しく交戦し、ベントンビルではジョセフ・ジョンストン将軍の急襲を耐え凌いだ。南軍が降伏した後で、スローカムはミシシッピ方面軍を指揮し、その後1865年9月28日にアメリカ陸軍から除隊した。

## 戦後の生活

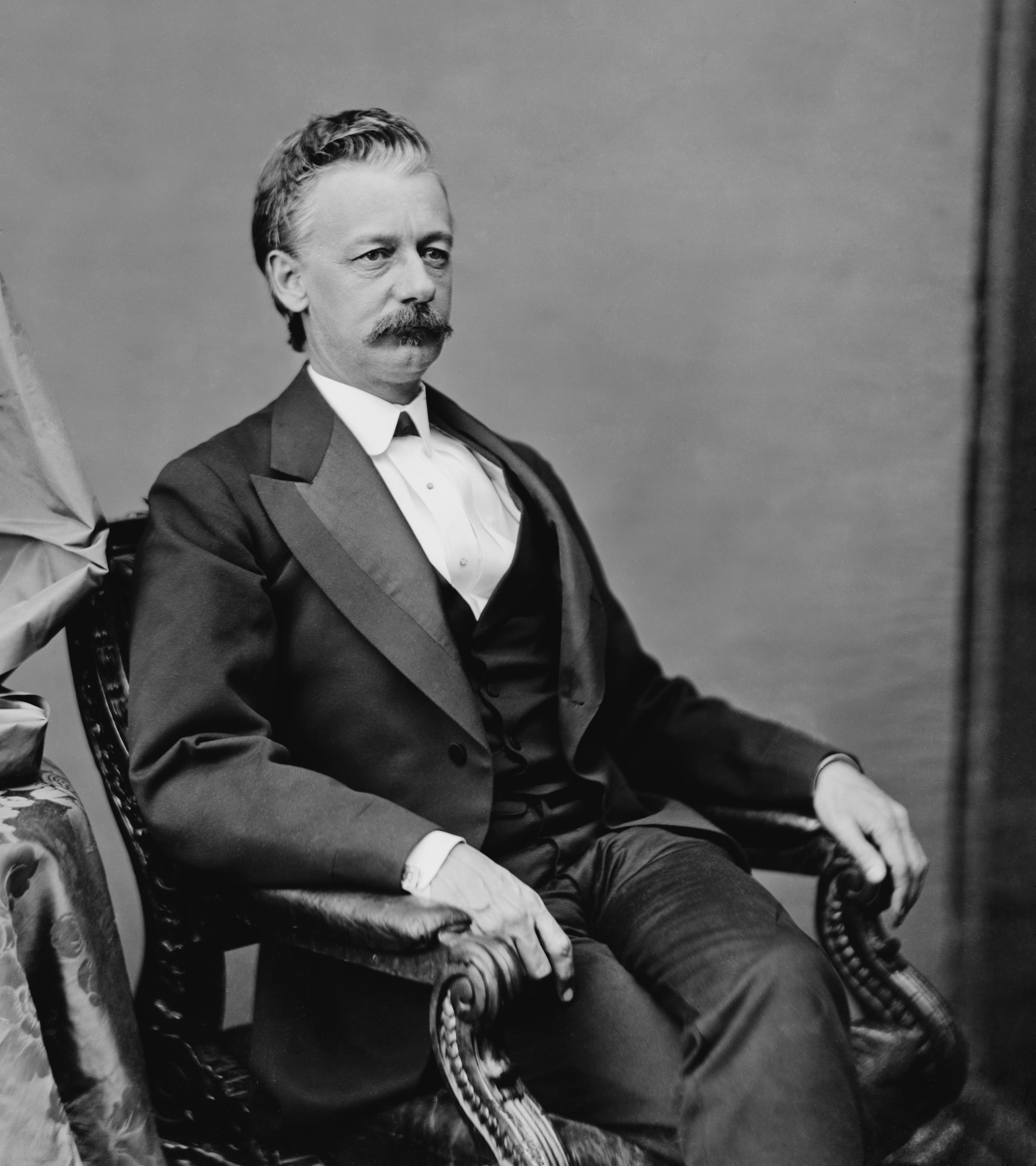
戦後のスローカム

スローカムは1865年にニューヨーク州州務長官に民主党員として立候補したがゲティスバーグでの僚友フランシス・C・バーロー将軍に敗れた。その後、弁護士としての実務を再開し、大佐としてアメリカ陸軍に復帰する申し出には辞退し、1868年にアメリカ合衆国下院議員に当選し1869年3月4日から1873年3月3日（第41期と第42期）まで務めた。スローカムは議会で、第二次ブルランの戦い後に軍法会議に掛けられたフィッツ・ジョン・ポーター少将の免罪を働きかけた。1872年には下院議員の候補とならなかった。その代わりにシラキュースでの法律実務を再開した。1876年にニューヨーク市ブルックリン区公共事業局の局長に指名され、地上交通からブルックリン橋まで多くの公共事業に関わったので、ブルックリン橋には青銅製銘板にスローカムの名前が残っている。橋の通行料を無料にする提案を行ったが、成功しなかった。1882年にニューヨーク州全区から再度アメリカ合衆国下院議員に選ばれ1883年3月4日から1885年3月3日（第48期）まで務めた。ニューヨーク州バスにあるニューヨーク州軍人水兵ホームの理事会議長とゲティスバーグ記念碑委員会の委員を務めた。
スローカムはブルックリン区で死に、グリーンウッド墓地に埋葬されている。この墓地にはポーター将軍も埋葬されている。蒸気船ジェネラル・スローカムはスローカムに因んで名付けられた。この船は1904年に大火災を起こし、多くの人命が失われた。ニューヨーク市スローカム砦はロングアイランド湾からニューヨーク港への入り口を守っている。ブルックリン区グランドアーミー広場にはスローカムの彫像がある。